# Synema neomexicanum
Synema neomexicanum es una especie de araña cangrejo del género Synema, familia Thomisidae, orden Araneae.

## Distribución
Esta especie se encuentra en los Estados Unidos.

## Taxonomía
Fue descrita por Gertsch en 1939.
Tratamiento taxonómico
La especie aparece registrada y publicada en A revision of the typical crab spiders (Misumeninae) of America north of Mexico. Bulletin of the American Museum of Natural History 76: 277–442.